# گئورگ یاکوبی
گئورگ یاکوبی (آلمانی: Georg Jacoby؛ ۲۳ ژوئیه ۱۸۸۲ – ۲۱ فوریه ۱۹۶۴) فیلم‌نامه‌نویس و کارگردان فیلم اهل آلمان بود.

## فیلم‌شناسی
- حس وحشت (۱۹۲۸، تهیه‌کننده)
- پزشک (۱۹۲۸)
- پیمان‌شکنی (۱۹۲۹)
- محله لاتن (۱۹۲۹)
- سلام، اسم من کاکس است (۱۹۵۵)